# 相馬夢乃
相馬 夢乃（そうま ゆめの、2002年8月17日 - ）は、新潟県新潟市出身の元卓球選手。現役時代は中国電力ライシス（中国電力女子卓球部）所属。長らくVICTASとアドバイザリー契約していたが2025年5月現在はTIBHARと契約。国際卓球連盟のITTF世界ランキング最高は86位（2019年8月）。

## 経歴
- 地元の新潟市立葛塚中学校、石川県の遊学館高等学校に進学。
- Tリーグの2018-19シーズンより日本ペイントマレッツに所属している。
- 2021年度から、日本ペイントマレッツと契約満了して日本卓球リーグの中国電力に加入[2]。

## 選手としての特徴
- カット主戦型。
- ラバーはフォアを変化系表ソフト、バックを裏ソフトにしていたが、中国電力入社以降、ラバーを変更し、現在は、フォアを裏ソフト、バックを回転系表ソフトにしている。

## 主な戦績
2016年
- 全国中学校卓球大会 女子シングルス 3位
- 全日本選手権カデットの部 14歳以下女子シングルス 準優勝

2017年
- アジアジュニア＆カデット選手権 U15女子シングルス 優勝
- スペインジュニア＆カデットオープン U18女子シングルス 準優勝、U15女子シングルス 優勝
- ワールドカデットチャレンジ 女子シングルス 優勝、女子ダブルス 優勝、女子団体 優勝

2018年
- 全国高等学校卓球選手権大会 女子シングルス3位、女子ダブルス 優勝、女子団体 準優勝
- 世界ジュニア選手権 女子シングルス ベスト4、女子ダブルス 準優勝、女子団体 準優勝

2019年
- 全国高等学校卓球選手権大会 女子団体準優勝
- ポルトガルオープン U21女子シングルス ベスト4
- クロアチアオープン U21女子シングルス 準優勝